# Leidya distorta
Leidya distorta is een pissebed uit de familie Bopyridae. De wetenschappelijke naam van de soort is voor het eerst geldig gepubliceerd in 1855 door Leidy.